# Велибор Остојић
Велибор Остојић (Челебићи, код Фоче, 8. август 1945 — Ужице, 24. јул 2009) био је потпредседник Владе Републике Српске и министар науке и образовања Републике Српске.

## Биографија
Рођен је 1945. године у Фочи. Завршио је књижевност на Филозофском факултету у Сарајеву. До распада Југославије је радио као лектор на Радио-телевизији Сарајево. Сматран је једним од најбољих лектора на простору бивше Југославије. Током Отаџбинског рата (1992-1996) је био члан свих Влада Републике Српске. Обављао је дужност министра науке и образовања Републике Српске, као и дужност министра информисања Републике Српске. Био је председник Извршног одбора Српске демократске странке. У јулу 1999. године се повлачи из политичког живота Републике Српске, а након чега се преселио у Републику Србију. Преминуо је након болести 24. јула 2009. у Ужицу. Сахрањен је 28. јула 2009. у Ужицу.

## Награде
- Одликован је орденом Немањића